# منتخب ألمانيا الشرقية لكرة اليد للسيدات
منتخب ألمانيا الشرقية لكرة اليد للسيدات كان الممثل الرسمي لألمانيا الشرقية في رياضة كرة اليد. فاز ببطولة العالم لكرة اليد للسيدات ثلاث مرات في 1971، 1975 و1978.